# Großes Treppenhaus (Berliner Schloss)
Das Große Treppenhaus (auch Gigantentreppe) wurde nach Plänen von Andreas Schlüter ab 1699 als Haupttreppenhaus des Berliner Schlosses gebaut. Eine gestalterische Einheit von Baukunst, Bauplastik und Malerei bildend, galt es als eines der frühesten und großartigsten Treppenhäuser des deutschen Barocks. Die Bezeichnung als „Gigantentreppe“ erhielt es infolge seiner künstlerischen Programmatik, die auf der Gigantomachie der griechischen Mythologie basiert. Im Zweiten Weltkrieg wurde das Treppenhaus schwer beschädigt und 1950 mitsamt dem Berliner Schloss abgerissen. Im Zusammenhang mit dem Wiederaufbau des Berliner Schlosses als Sitz des Humboldt Forums wird über die Rekonstruktion des Großen Treppenhauses diskutiert.

## Erster Entwurf

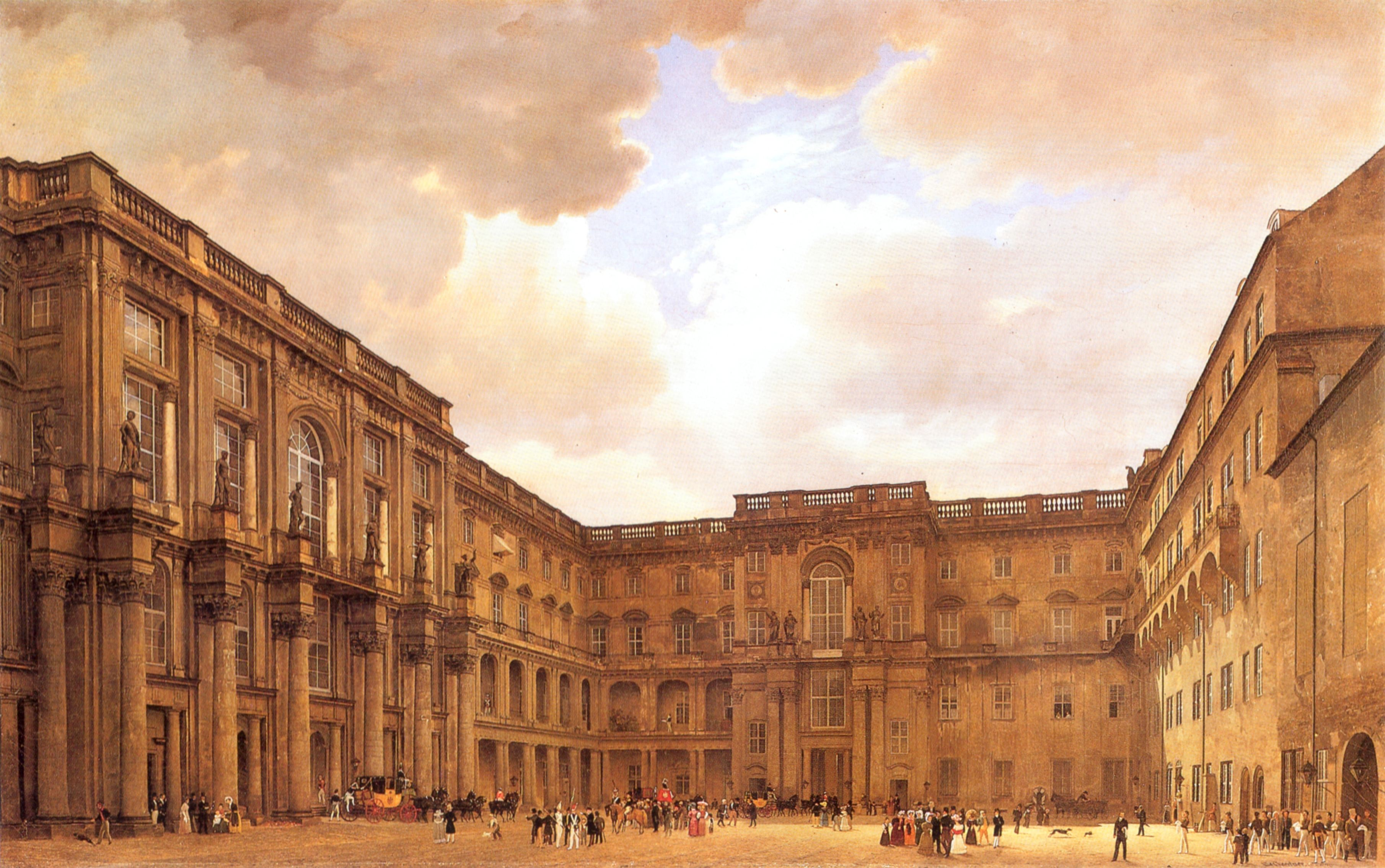
Der große Portalrisalit im Schlüterhof diente als Zugang zum Großen Treppenhaus.
Gemälde von Eduard Gaertner, 1830

Im Zuge der Neugestaltung des Berliner Schlosses unter dem brandenburgischen Kurfürsten Friedrich III. begann Schlüter ab 1699 auch mit den Planungen eines neuen Haupttreppenhauses. Dokumentiert ist seine erste Fassung durch Kupferstiche von Leonhard Heckenauer. Die dreiläufige Treppe sollte über den Schlüterhof erschlossen werden und zu den Paraderäumen im zweiten Obergeschoss führen. Die erste Entwurfsfassung umfasste wie der äußere Portalrisalit fünf Achsen in der Breite und drei Achsen in der Tiefe. Durch den mittleren Eingang, aus dem unteren Galeriegeschoss kommend, erschloss sich dem Besucher eine Rampe, die zur Rückwand des Treppenhauses führte. Dort teilte sich die Treppe in jeweils einen nach rechts und links verlaufenden Treppenarm, die sich nach oben wandten. An den Seiten, links und rechts, lagen zwei Treppenaugen. Im Vergleich zur späteren Fassung war die gesamtheitliche Ausstattung und Gestaltung gemäßigter.

## Zweiter Entwurf

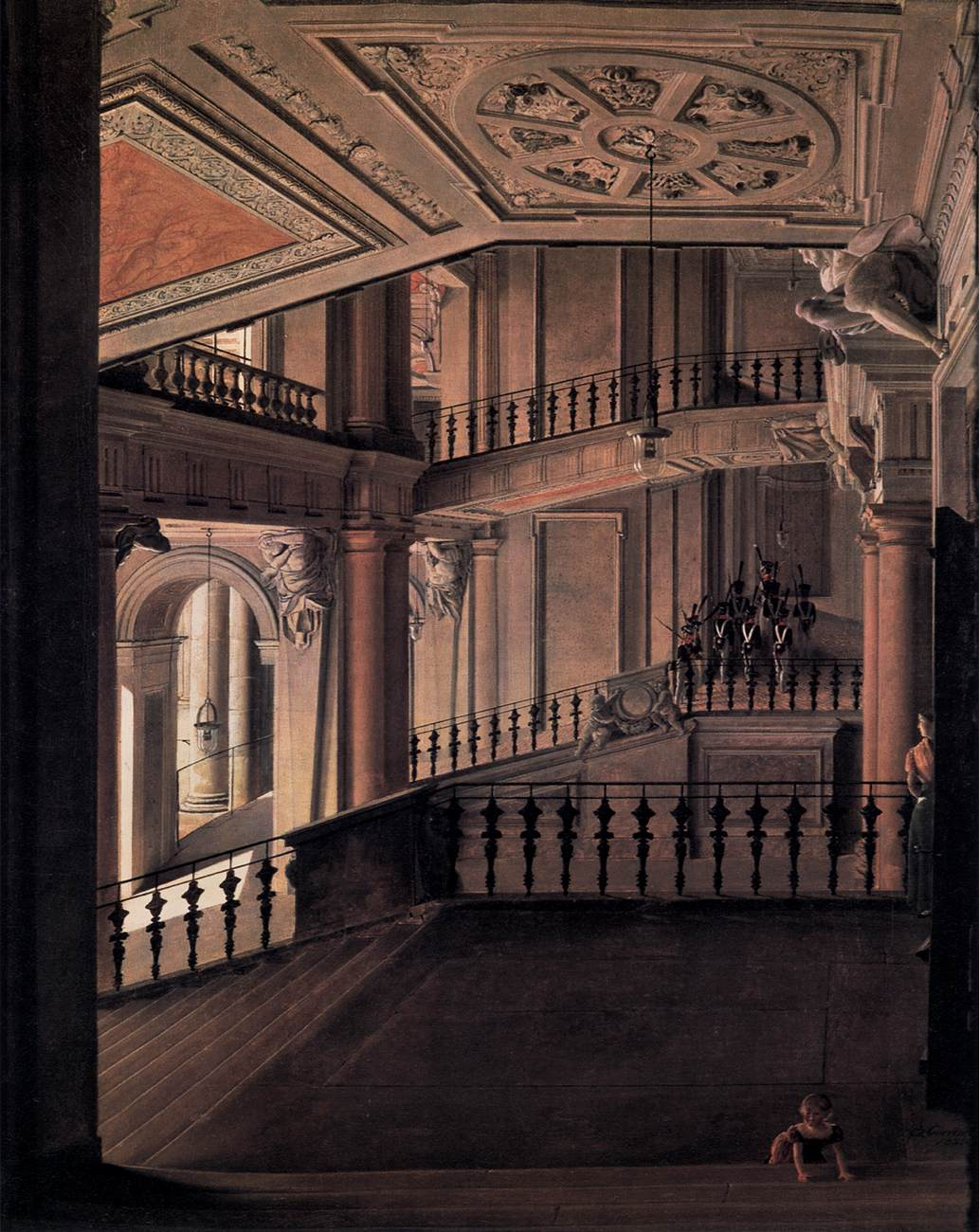
Endgültiges Aussehen des Großen Treppenhauses
Ölgemälde von Eduard Gaertner, 1830

1704 war Schlüter gezwungen seine ursprünglichen Planungen aufzugeben und eine neue Entwurfsfassung zu entwickeln. Die Lage und grundsätzliche Dimension des Vorentwurfs wurde beibehalten. Das Entwurfsmotiv des zentralen Treppenlaufs fiel hingegen weg. Es entstanden nun zwei an den Seitenwänden befindliche Treppenarme, wobei die Wendepodeste in den Achsen lagen. Statt der zwei seitlich liegenden Treppenaugen der vorigen Entwurfsfassung gab es nun nur noch eines, das zentral im Raum lag. Somit konnte Schlüter die Treppenhausrückwand und die sichtbare Galerie als Kulisse für die bauplastische Gestaltung nutzen. Aus dem ersten Entwurf wurde zudem die dreiachsige Galerie an der Rückwand der Fassade beibehalten, mit dem Unterschied, dass diese nicht mehr über einen zentralen, sondern zwei seitliche Treppenläufe erreichbar war.
Vom Großen Treppenhaus aus erreichte der Besucher den Schweizersaal, der den Auftakt zu den im Lustgartenflügel befindlichen Paradekammern Friedrichs I. bildete. Der Mittelpunkt der Kammern war der ebenfalls von Schlüter entworfene Rittersaal über Portal V mit den Allegorien der vier damals bekannten Kontinenten Afrika, Asien, Amerika und Europa.

## Gestaltung
Von den zwei Treppenläufen verfügte nur einer über Stufen und der andere war als Rampe ausgeführt, um das Erreichen der Gemächer mit dem Pferd zu ermöglichen. Die Treppenläufe sowie die Empore wurden von Atlantenhermen getragen, während die gegenüberliegenden Läufe von den namensgebenden Giganten gestützt wurden. Diese saßen freiplastisch auf dem Gebälk einer dorischen Säulenordnung. 
Im darüberliegenden Treppengeschoss befanden sich wiederum eine ionische Ordnung sowie eine aufwendige Figurengruppe, die aus einer Wolke hervorzustoßen schien. Sie zeigte den Himmelsvater Jupiter auf einem Adler reitend, wie er Blitze auf die Giganten schleuderte, die sich auf der gegenüberliegenden Empore befanden. Neben Jupiter waren noch sein Mundschenk Ganymed und mehrere Putten in der Gruppe. Symbolisch stand dieser Triumph Jupiters über die Giganten für den Sieg der kosmischen Ordnung über das Chaos. Der Adler spielte auf das preußische Wappentier an, während Jupiter symbolisch die Macht des Bauherrn, Friedrich I., repräsentierte. Zur symbolischen Strafe trugen die besiegten Giganten nun das Gebälk und die Treppenläufe der Gigantentreppe.
Weitere Figuren und Darstellungen waren Putten an den Treppenwangen, Reliefs an den Holztüren und den Unterseiten der Treppenläufe sowie Standbilder in den Nischen der Seitenwände. Ein monumentales Deckengemälde, das auch Bezug auf den Kampf gegen die Giganten nahm, befand sich an der Decke des Treppenauges.

## Zerstörung
Während des Zweiten Weltkriegs wurde mit dem Berliner Schloss auch das Große Treppenhaus bei alliierten Luftangriffen schwer beschädigt. 1950 wurden die Sprengung und die Abtragung des gesamten Baukomplexes vorgenommen. Ein Relief, das sich einst an der Unterseite eines Treppenlaufs befand, ist eine erhaltene Spolie des Treppenhauses und heute im Schloss Köpenick zu besichtigen. Die erhaltenen Atlantenhermen des Treppenhauses wurden vor dem Abriss des Schlosses durch Gipsabgüsse dokumentiert.
Beim Wiederaufbau des Berliner Schlosses als Sitz des Humboldt Forums hat Franco Stella bewusst die Möglichkeit zur späteren Rekonstruktion des Schlüterschen Treppenhauses offengelassen. So ist die Prunktreppe hervorragend durch Fotografien, Pläne und Gipsabgüsse dokumentiert, die eine Wiederherstellung ermöglichen würden. Als Unterstützer des Wiederaufbaus gilt der Kunsthistoriker Peter Stephan, der die Bedeutung der Treppe damit begründet, dass sie das „Herzstück“ des Berliner Schlosses gewesen sei und unauflöslich zur äußeren Fassade dazu gehöre.
Anlässlich der äußeren Fertigstellung des Berliner Schlosses im Juni 2025 forderte der Architekturkritiker Nikolaus Bernau, nun die barocke Schlütertreppe zu rekonstruieren.